# Kenessa Vilnius

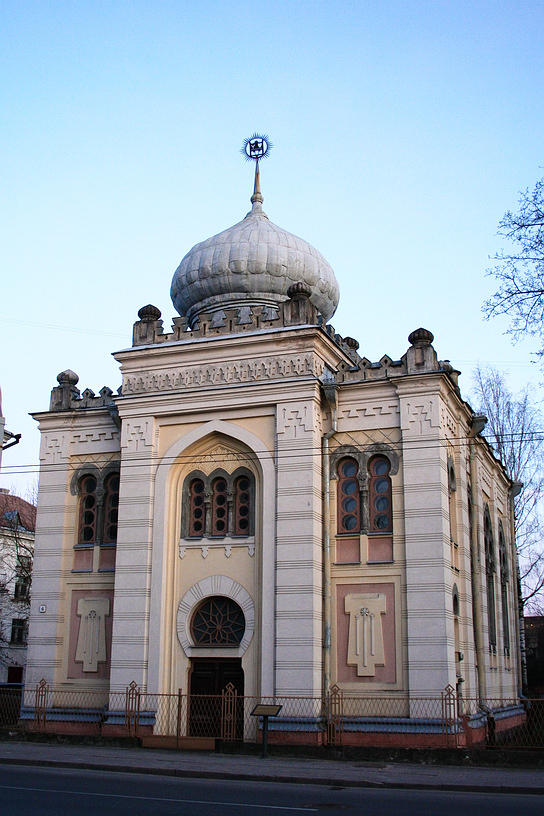
Kenesa in Vilnius

Die Kenesa ist die Synagoge der Karäer in Vilnius. Die Kenesa wurde ab 1911 nach Plänen des Architekten Michail Prosorow errichtet, wobei der Erste Weltkrieg die Arbeiten unterbrach. Am 9. September 1923 wurde der Sakralbau eingeweiht. Die Eigentümer wurden 1949 enteignet, das zweckentfremdete Gebäude aber 1989 an die rechtmäßigen Eigentümer zurückgegeben. Im Jahr 1993 fand die erneute Einweihung nach vorausgegangener Restaurierung statt.